# Lista över Finlands nationalparker

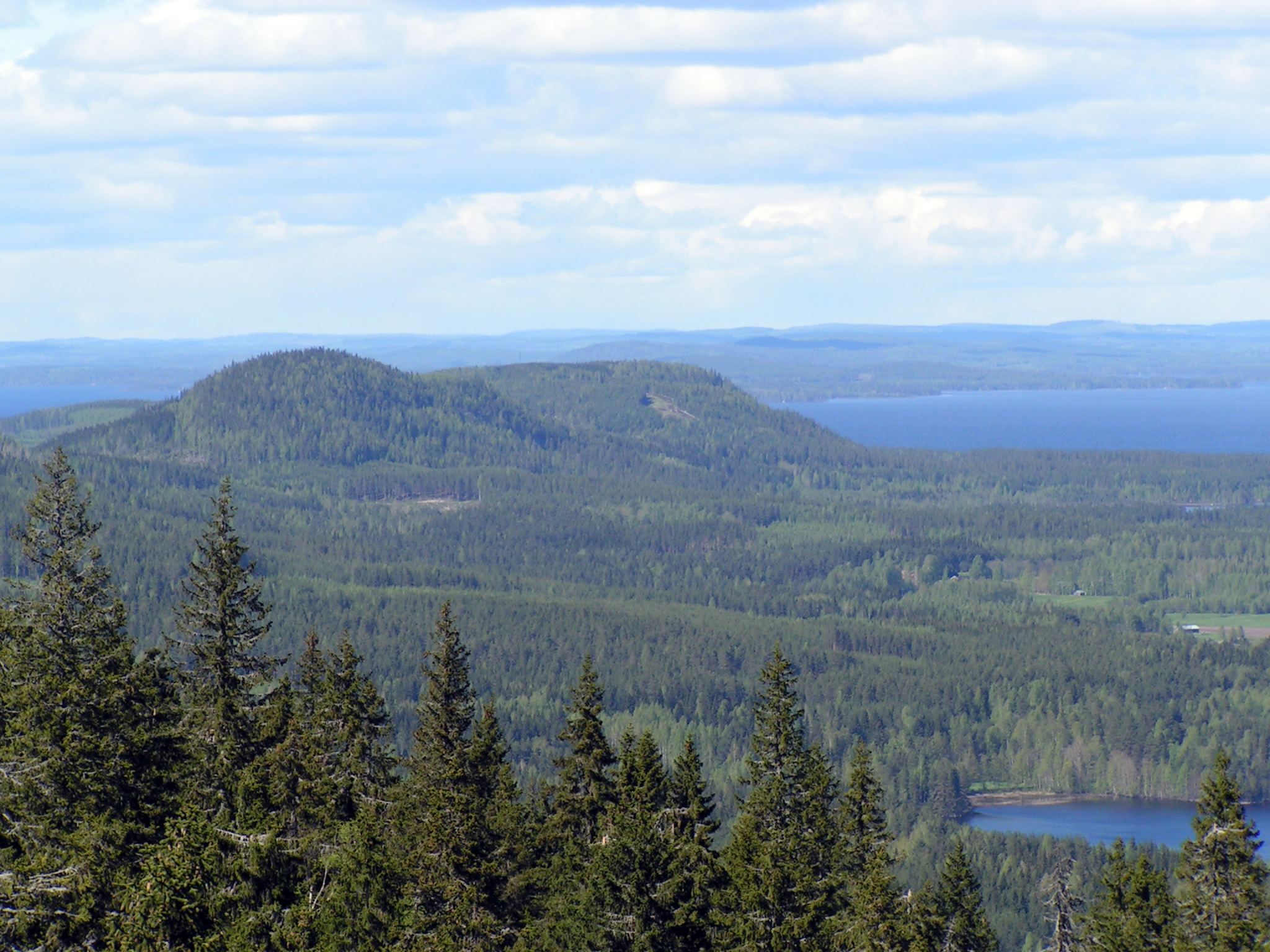
Vy från Koli nationalpark

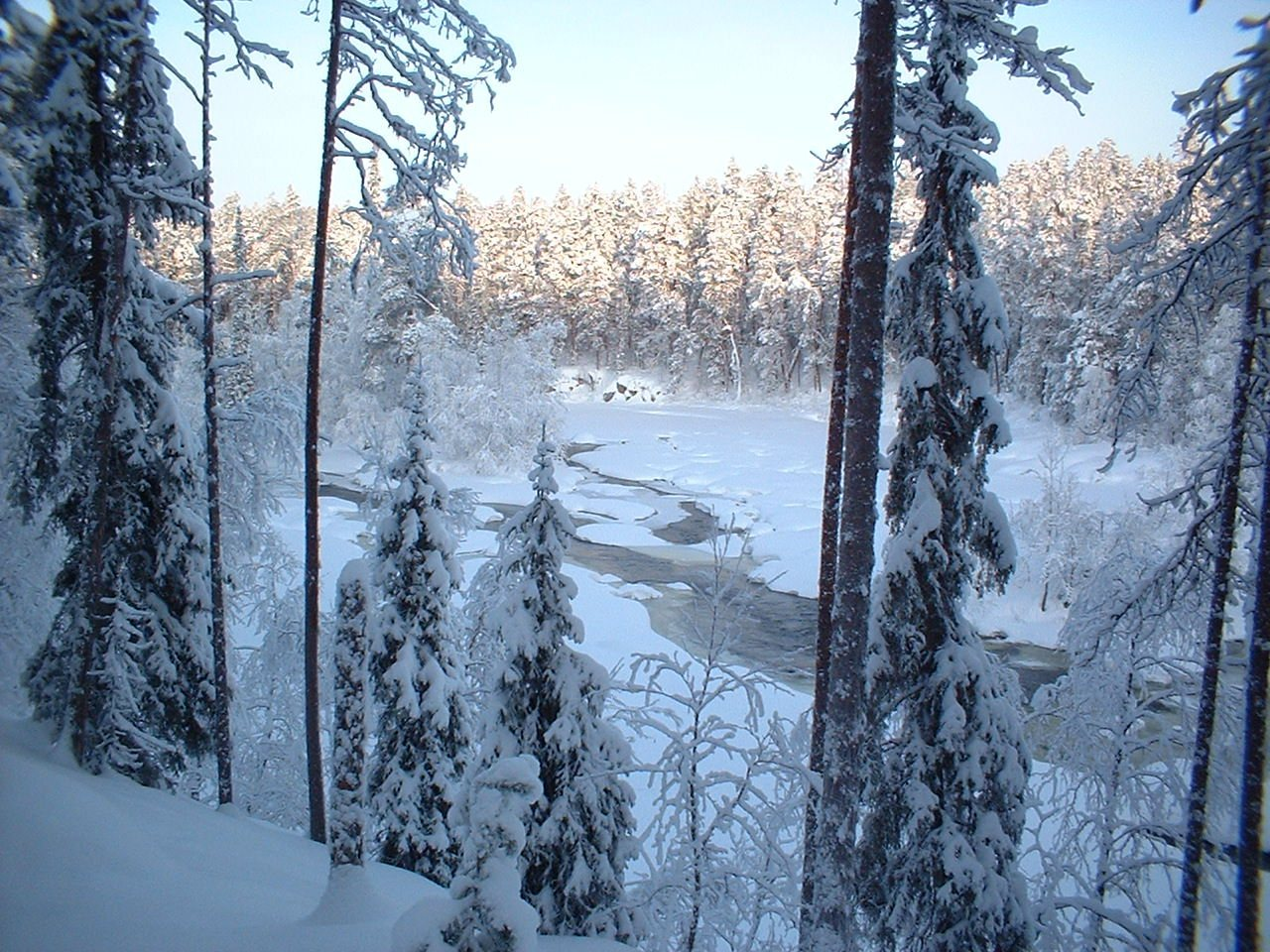
Älv i Oulanka nationalpark

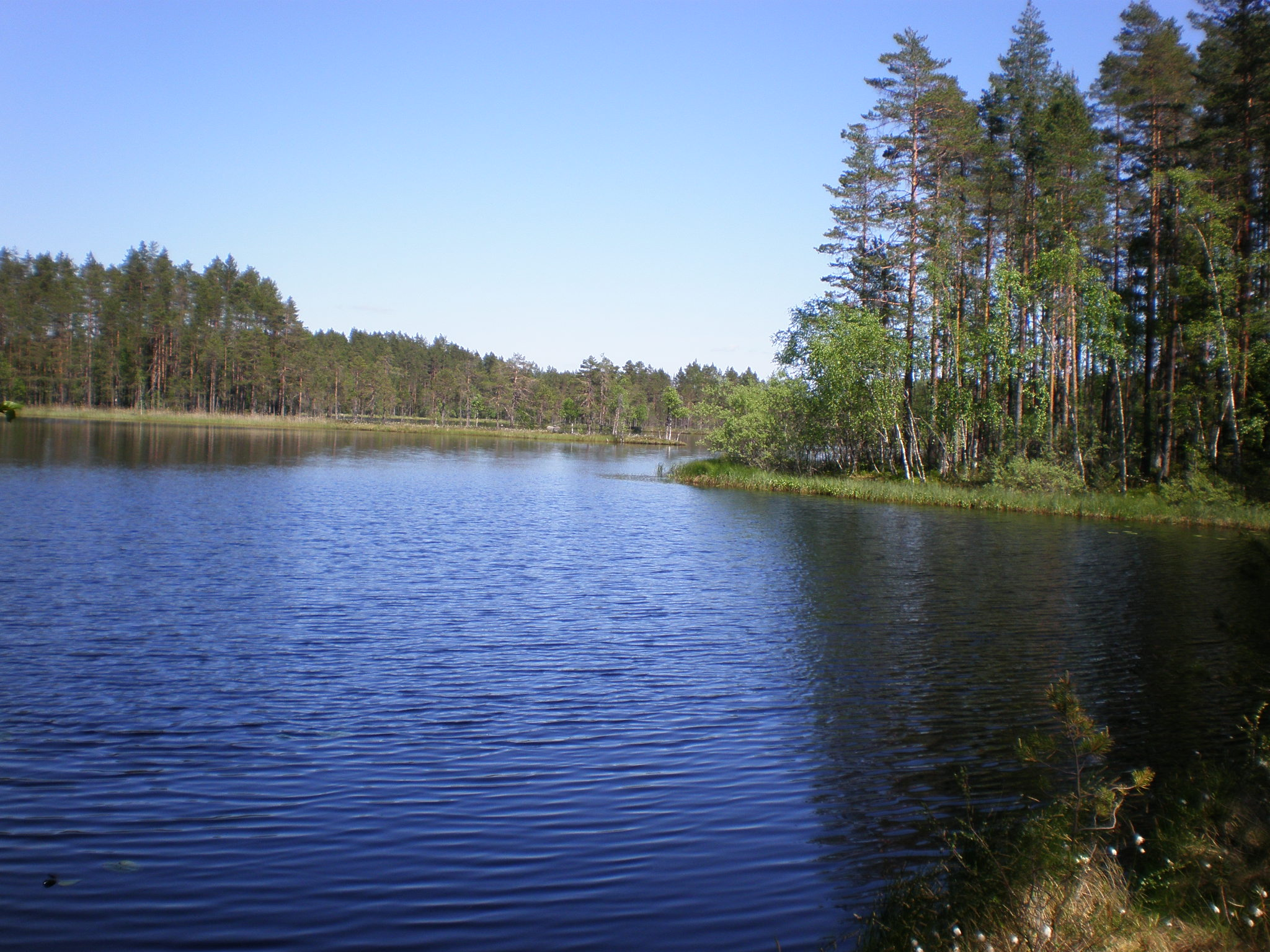
Sjö i Seitseminen

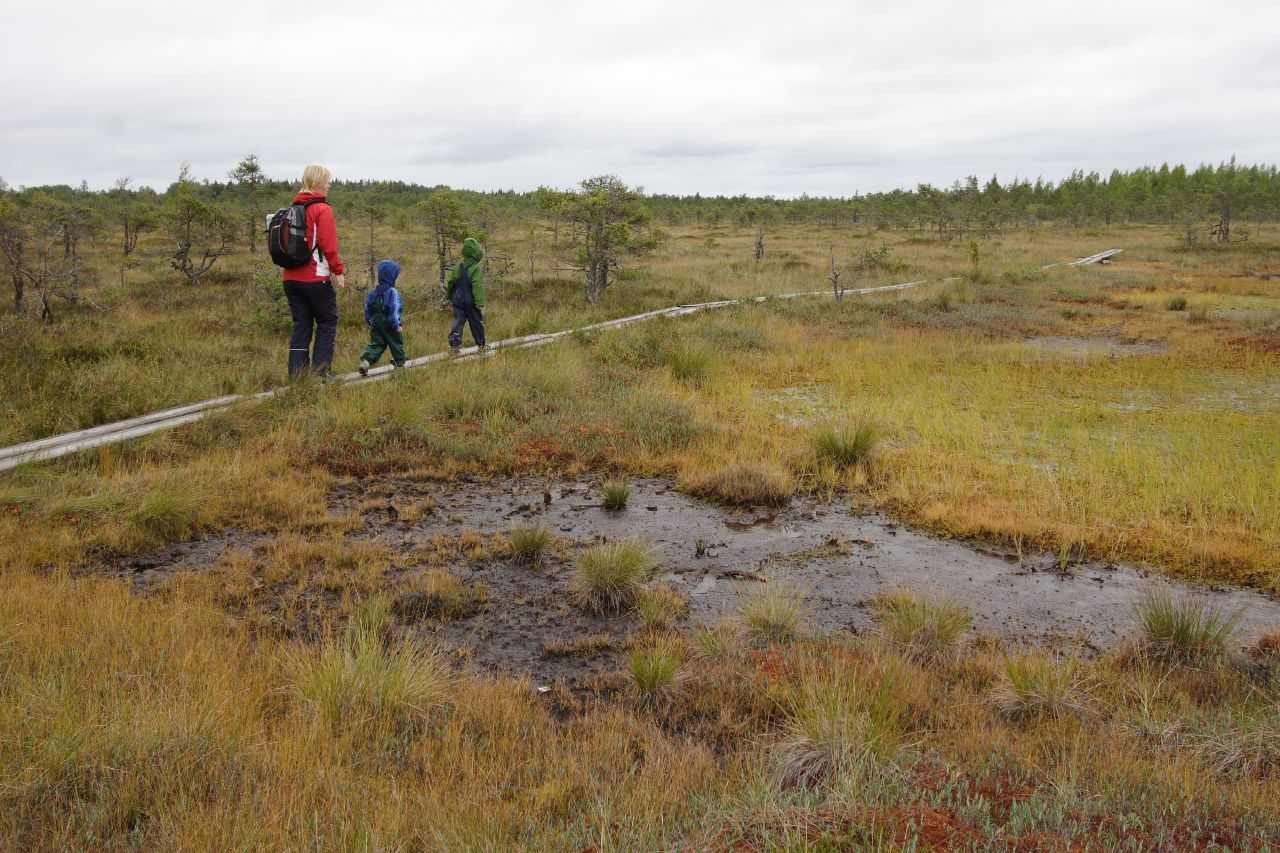
Spång i Valkmusa nationalpark

Denna artikel är en lista över Finlands nationalparker.
1. Bottenvikens nationalpark
2. Bottenhavets nationalpark
3. Ekenäs skärgårds nationalpark
4. Helvetinjärvi nationalpark
5. Hiidenportti nationalpark
6. Hossa nationalpark
7. Isojärvi nationalpark
8. Kauhaneva-Pohjankangas nationalpark
9. Koli nationalpark
10. Kolovesi nationalpark
11. Kurjenrahka nationalpark
12. Lauhanvuori nationalpark
13. Leivonmäki nationalpark
14. Lemmenjoki nationalpark
15. Liesjärvi nationalpark
16. Linnansaari nationalpark
17. Noux nationalpark
18. Oulanka nationalpark
19. Pallas-Yllästunturi nationalpark
20. Patvinsuo nationalpark
21. Petkeljärvi nationalpark
22. Puurijärvi-Isosuo nationalpark
23. Pyhä-Häkki nationalpark
24. Pyhä-Luosto nationalpark
25. Päijänne nationalpark
26. Repovesi nationalpark
27. Riisitunturi nationalpark
28. Rokua nationalpark
29. Salamajärvi nationalpark
30. Seitseminens nationalpark
31. Sibbo storskogs nationalpark
32. Skärgårdshavets nationalpark
33. Syöte nationalpark
34. Södra Konnevesi nationalpark
35. Tiilikkajärvi nationalpark
36. Torronsuo nationalpark
37. Tykö nationalpark
38. Urho Kekkonens nationalpark
39. Valkmusa nationalpark
40. Östra Finska vikens nationalpark